# Bernardo Romeo
Bernardo Daniel Romeo (ur. 10 września 1977 w Tandil) – argentyński piłkarz grający na pozycji napastnika.

## Kariera klubowa
Romeo jest wychowankiem klubu Estudiantes La Plata. Do pierwszej drużyny trafił w wieku 18 lat i w sezonie 1995/1996 zadebiutował w lidze argentyńskiej. W Estudiantes spędził 3 sezony, ale nie grał w pierwszym składzie i latem 1998 przeszedł do San Lorenzo de Almagro i tam był już zawodnikiem wyjściowej jedenastki. W San Lorenzo imponował skutecznością zdobywając po kilkanaście goli na sezon, a w fazie Clausura 2001 jego 15 goli dało mu tytuł króla strzelców, a jego klubowi mistrzostwo Argentyny.
W styczniu 2002 Romeo przeszedł do niemieckiego Hamburger SV. W Bundeslidze zadebiutował 26 stycznia w przegranym 0:3 wyjazdowym meczu z VfB Stuttgart. Tydzień później zdobył gola w meczu z TSV 1860 Monachium (1:0). W HSV spisywał się całkiem poprawnie i w kolejnych dwóch sezonach stał się czołowym strzelcem ligi. W sezonie 2002/2003 zdobył 14 bramek i z HSV zajął 4. miejsce. Wywalczył także Puchar Ligi Niemieckiej. W sezonie 2003/2004 wystąpił w Pucharze UEFA, a w lidze strzelił 11 goli.
W rundzie jesiennej sezonu 2004/2005 Romeo stracił miejsce w składzie, a w ataku grali wówczas Émile Lokonda Mpenza, Naohiro Takahara czy Sergej Barbarez. Zimą 2005 trafił więc do RCD Mallorca. W Primera División zadebiutował 16 stycznia w przegranym 0:2 meczu z Betisem. Na Majorce spędził pół roku i już latem 2005 podpisał kontrakt z Osasuną. W sezonie 2005/2006 był rezerwowym dla Savo Miloševicia i Achille Webo. Zdobył 4 gole i z Osasuną zajął 4. miejsce w La Liga, co było największym sukcesem w historii klubu. W sezonie 2006/2007 doznał ciężkiej kontuzji i sporadycznie pojawiał się na boisku.
| Sezon   | Klub                   | Kraj      | Rozgrywki                                | Mecze | Bramki |
| ------- | ---------------------- | --------- | ---------------------------------------- | ----- | ------ |
| 1995/96 | Estudiantes La Plata   | Argentyna | Primera División                         | 9     | 0      |
| 1996/97 | Estudiantes La Plata   | Argentyna | Primera División                         | 19    | 3      |
| 1997/98 | Estudiantes La Plata   | Argentyna | Primera División                         | 12    | 1      |
| 1998/99 | San Lorenzo de Almagro | Argentyna | Primera División                         | 22    | 16     |
| 1999/00 | San Lorenzo de Almagro | Argentyna | Primera División                         | 30    | 16     |
| 2000/01 | San Lorenzo de Almagro | Argentyna | Primera División                         | 33    | 26     |
| 2001/02 | San Lorenzo de Almagro | Argentyna | Primera División                         | 12    | 2      |
| 2001/02 | Hamburger SV           | Niemcy    | Bundesliga                               | 16    | 8      |
| 2002/03 | Hamburger SV           | Niemcy    | Bundesliga                               | 26    | 14     |
| 2003/04 | Hamburger SV           | Niemcy    | Bundesliga                               | 29    | 11     |
| 2004/05 | Hamburger SV           | Niemcy    | Bundesliga                               | 6     | 2      |
| 2004/05 | RCD Mallorca           | Hiszpania | Primera División                         | 10    | 2      |
| 2005/06 | CA Osasuna             | Hiszpania | Primera División                         | 24    | 4      |
| 2006/07 | CA Osasuna             | Hiszpania | Primera División                         | 8     | 0      |
|         |                        |           | Łącznie w argentyńskiej Primera División | 137   | 64     |
|         |                        |           | Łącznie w Bundeslidze                    | 77    | 35     |
|         |                        |           | Łącznie w hiszpańskiej Primera División  | 42    | 6      |

## Kariera reprezentacyjna
W 1997 roku Romeo był członkiem młodzieżowej reprezentacji Argentyny na Młodzieżowe Mistrzostwa Świata. Zdobył na nich 4 gole: w grupowych meczach z Węgrami (3:0), Kanadą (2:1) oraz Australią (3:4) a także w półfinale z Irlandią (1:0). Wystąpił też w wygranym 2:1 finale z Urugwajem.
W pierwszej reprezentacji Romeo zadebiutował 20 grudnia 2000 w wygranym 2:0 meczu z Meksykiem. W kadrze występował sporadycznie i zaliczył tylko kilka spotkań.